# Son excellence Antonin
Son excellence Antonin (em Portugal O Grande Nicolau) é um filme francês realizado por Charles-Félix Tavano, em 1935. Estreou-se em Portugal no dia 8 de janeiro de 1936, sendo o primeiro filme dobrado em português de Portugal.

## Sinopse
Nicolau, um copeiro num restaurante, ganha a lotaria. Aí, umas quantas pessoas, incluindo o proprietário do hotel, arranjam maneira de explorar a sua ingenuidade. Mas Nicolau faz acreditar que ele roubou o seu bilhete e descobre assim o que cada um pensa de si. Por fim ele reconhece os seus verdadeiros amigos, a pequena criada que ele ama, os seus colegas de cozinha e um barão.

## Elenco
- Raymond Cordy... Antonin (ou Nicolau, na versão portuguesa)
- Josette Day... Betty
- Sylvia Bataille
- André Berley
- Jeanne Helbling
- Thérèse Kolb
- Germaine Reuver

## Dobragem portuguesa
- Adaptação de diálogos:
  - José Galhardo
  - Alberto Barbosa
- Sonorização:
  - Paulo de Brito Aranha
- Vozes:
  - Vasco Santana... Nicolau
  - Hortense Luz
  - Rafael Marques
  - Filomena Lima
  - Alberto Ghira
  - Francisco Ribeiro
  - Armando Machado